# Loudrefing
Loudrefing est une commune française située dans le département de la Moselle, en région Grand Est.
La commune fait partie de la région historique et culturelle de Lorraine

## Géographie
La commune fait partie du Parc naturel régional de Lorraine et de la ZNIEFF du pays des étangs.

### Hydrographie
La commune est située dans le bassin versant du Rhin au sein du bassin Rhin-Meuse. Elle est drainée par le canal des houillères de la Sarre, le ruisseau la Rode, le ruisseau de la Fohlach, le ruisseau le Speck et le ruisseau du Graffenweiher.
Le Canal des houillères de la Sarre, d'une longueur totale de 65,1 km, prend sa source dans la commune de Grosbliederstroff et se jette  dans la Sarre à Sarreguemines, après avoir traversé 24 communes.
Le ruisseau la Rode, d'une longueur totale de 24,8 km, prend sa source dans la commune  et se jette  dans l'Albe à Sarralbe, après avoir traversé 13 communes.

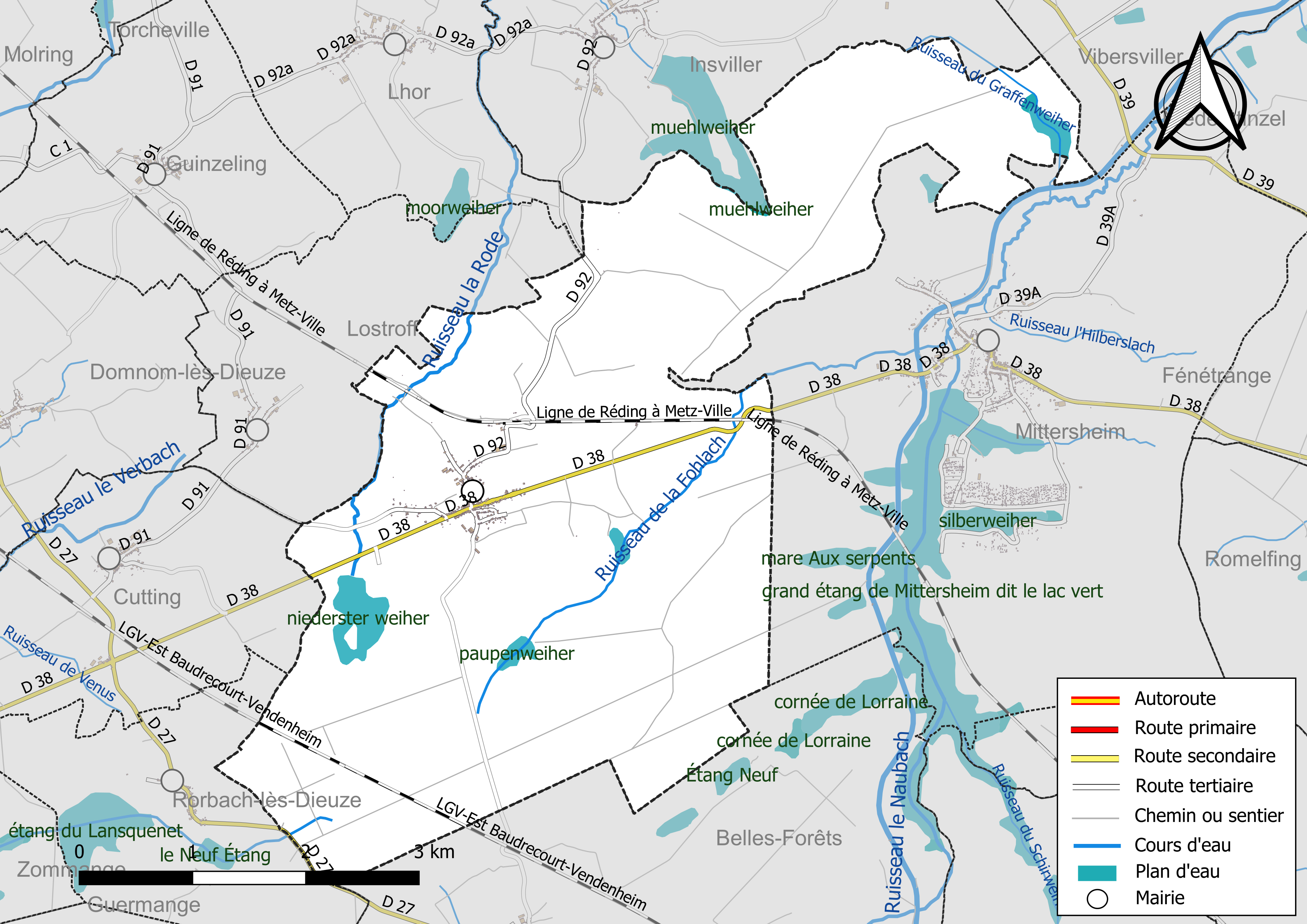
Réseaux hydrographique et routier de Loudrefing.

La qualité des eaux des principaux cours d’eau de la commune, notamment du canal des Houilleres de la Sarre et du ruisseau la Rode, peut être consultée sur un site spécial géré par les agences de l’eau et l’Agence française pour la biodiversité.

## Communes limitrophes
| Lhor               | Insviller     | Vibersviller |
| Lostroff Cutting   | Loudrefing    | Mittersheim  |
| Rorbach-lès-Dieuze | Belles-Forêts |              |

### Climat
Pour des articles plus généraux, voir Climat du Grand Est et Climat de la Moselle.
En 2010, le climat de la commune est de type climat des marges montargnardes, selon une étude du Centre national de la recherche scientifique s'appuyant sur une série de données couvrant la période 1971-2000. En 2020, Météo-France publie une typologie des climats de la France métropolitaine dans laquelle la commune est exposée à un climat semi-continental et est dans la région climatique  Vosges, caractérisée par une pluviométrie très élevée (1 500 à 2 000 mm/an) en toutes saisons et un hiver rude (moins de 1 °C). 
Pour la période 1971-2000, la température annuelle moyenne est de 9,8 °C, avec une amplitude thermique annuelle de 16,9 °C. Le cumul annuel moyen de précipitations est de 867 mm, avec 12 jours de précipitations en janvier et 9,4 jours en juillet. Pour la période 1991-2020, la température moyenne annuelle observée sur la station météorologique de Météo-France la plus proche, « Kappelkinger_sapc », sur la commune de Kappelkinger à 13 km à vol d'oiseau, est de 10,6 °C et le cumul annuel moyen de précipitations est de 772,6 mm. 
La température maximale relevée sur cette station est de 38,8 °C, atteinte le 25 juillet 2019 ; la température minimale est de −19,6 °C, atteinte le 26 décembre 2010,,. 
Les paramètres climatiques de la commune ont été estimés pour le milieu du siècle (2041-2070) selon différents scénarios d'émission de gaz à effet de serre à partir des nouvelles projections climatiques de référence DRIAS-2020. Ils sont consultables sur un site spécial publié par Météo-France en novembre 2022.

## Urbanisme

### Typologie
Au 1er janvier 2024, Loudrefing est catégorisée commune rurale à habitat dispersé, selon la nouvelle grille communale de densité à sept niveaux définie par l'Insee en 2022.
Elle est située hors unité urbaine. Par ailleurs la commune fait partie de l'aire d'attraction de Sarrebourg, dont elle est une commune de la couronne,. Cette aire, qui regroupe 87 communes, est catégorisée dans les aires de 50 000 à moins de 200 000 habitants,.

### Occupation des sols
L'occupation des sols de la commune, telle qu'elle ressort de la base de données européenne d’occupation biophysique des sols Corine Land Cover (CLC), est marquée par l'importance des forêts et milieux semi-naturels (63,4 % en 2018), une proportion sensiblement équivalente à celle de 1990 (63,9 %). La répartition détaillée en 2018 est la suivante : 
forêts (62,3 %), terres arables (16,7 %), prairies (14,3 %), zones agricoles hétérogènes (2,2 %), zones urbanisées (1,6 %), eaux continentales (1,3 %), milieux à végétation arbustive et/ou herbacée (1,1 %), zones industrielles ou commerciales et réseaux de communication (0,5 %). L'évolution de l’occupation des sols de la commune et de ses infrastructures peut être observée sur les différentes représentations cartographiques du territoire : la carte de Cassini (XVIIIe siècle), la carte d'état-major (1820-1866) et les cartes ou photos aériennes de l'IGN pour la période actuelle (1950 à aujourd'hui).

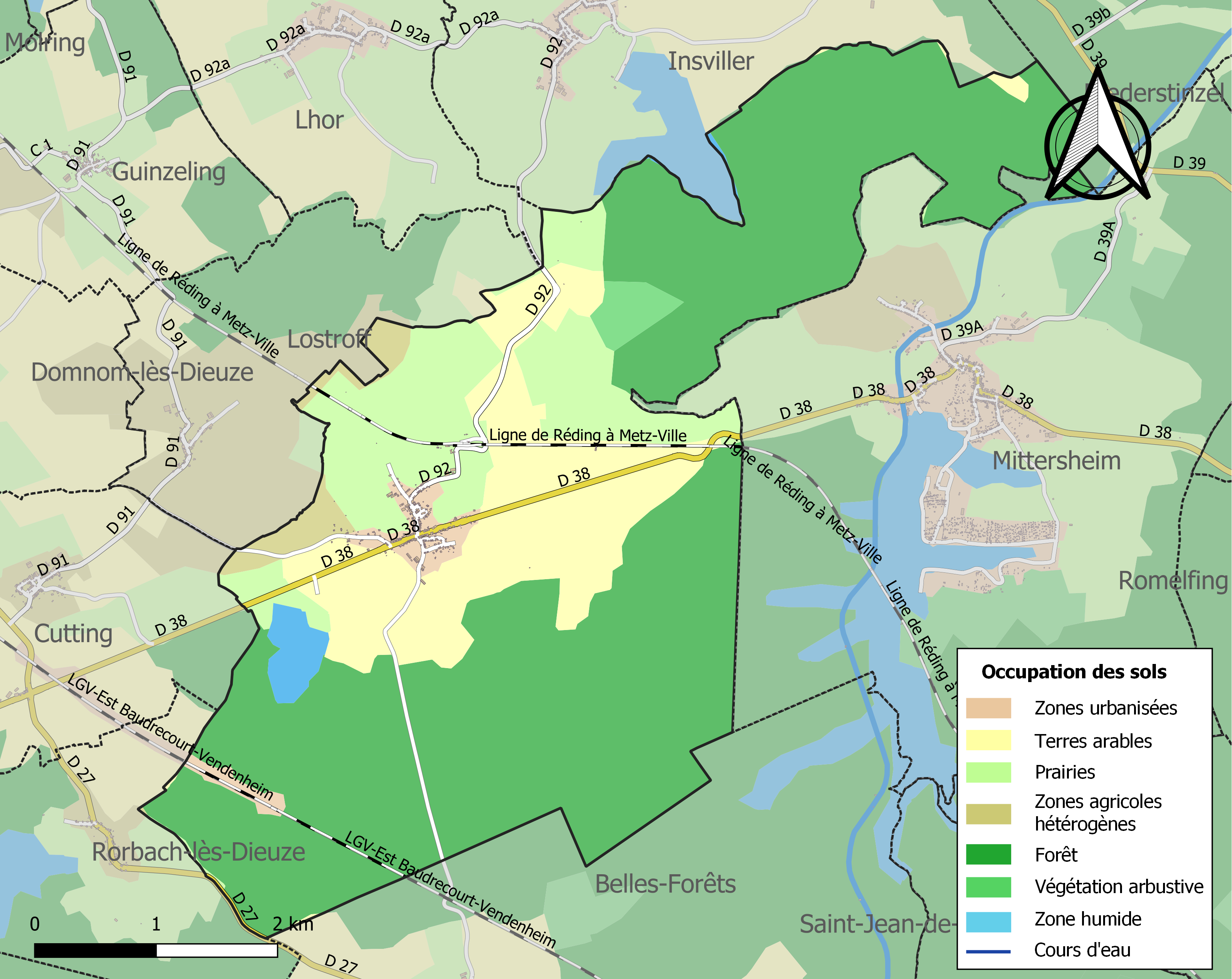
Carte des infrastructures et de l'occupation des sols de la commune en 2018 (CLC).

## Toponymie
- d'un nom de personne germanique Leodulf suivi du suffixe -ingen[17].
- Anciens noms[18]: Ludelvinga (1328), Luderfanges et Luderfenges (1476), Luderfingen (1492, 1525[19]), Ludrefingen (1553), Louderfingen (1600), Loudrefing (1793), Lauterfingen (1871-1918).
- En francique lorrain : Luterfing.

## Histoire
- Appartenait à l'administration de Dieuze du duché de Lorraine. Le village était divisé en deux parties : l'une appartenant au fief des seigneurs de Fénétrange, l'autre appartenait aux comtes de Bitche jusqu'en 1511.
- Village rattaché à la France en 1766.

## Politique et administration
| Période                                  | Période   | Identité           | Étiquette | Qualité |
| ---------------------------------------- | --------- | ------------------ | --------- | ------- |
| mars 1983                                | mars 1989 | Bernard Brion      |           |         |
| 1989                                     | 1995      | Georges Parentin   |           |         |
| mars 1995                                | mars 2001 | Léon Bouton        |           |         |
| mars 2001                                | En cours  | Jean-Marie Siquoir | DVD       |         |
| Les données manquantes sont à compléter. |           |                    |           |         |

## Démographie
L'évolution du nombre d'habitants est connue à travers les recensements de la population effectués dans la commune depuis 1793. Pour les communes de moins de 10 000 habitants, une enquête de recensement portant sur toute la population est réalisée tous les cinq ans, les populations de référence des années intermédiaires étant quant à elles estimées par interpolation ou extrapolation. Pour la commune, le premier recensement exhaustif entrant dans le cadre du nouveau dispositif a été réalisé en 2007.

En 2022, la commune comptait 301 habitants, en évolution de −6,52 % par rapport à 2016 (Moselle : +0,52 %, France hors Mayotte : +2,11 %).
| 1793 | 1800 | 1806 | 1821 | 1831 | 1836 | 1841 | 1846 | 1851 |
| ---- | ---- | ---- | ---- | ---- | ---- | ---- | ---- | ---- |
| 417  | 586  | 614  | 639  | 679  | 700  | 796  | 831  | 810  |

| 1856 | 1861 | 1871 | 1875 | 1880 | 1885 | 1890 | 1895 | 1900 |
| ---- | ---- | ---- | ---- | ---- | ---- | ---- | ---- | ---- |
| 698  | 715  | 629  | 717  | 623  | 554  | 571  | 557  | 529  |

| 1905 | 1910 | 1921 | 1926 | 1931 | 1936 | 1946 | 1954 | 1962 |
| ---- | ---- | ---- | ---- | ---- | ---- | ---- | ---- | ---- |
| 503  | 528  | 458  | 453  | 411  | 437  | 426  | 371  | 341  |

| 1968 | 1975 | 1982 | 1990 | 1999 | 2006 | 2007 | 2012 | 2017 |
| ---- | ---- | ---- | ---- | ---- | ---- | ---- | ---- | ---- |
| 327  | 310  | 315  | 312  | 306  | 296  | 294  | 318  | 322  |

| 2022 | - | - | - | - | - | - | - | - |
| ---- | - | - | - | - | - | - | - | - |
| 301  | - | - | - | - | - | - | - | - |

## Culture locale et patrimoine

### Lieux et monuments
- Église Saint-Léger XVIIIe siècle, restaurée après 1950.
- Maison XVIIIe siècle, 46 rue de l'église : tuiles plates "langues de chat", pignon en bardeaux, colombage en losange, encadrement sculpté des fenêtres ; inscrite au titre des monuments historiques par arrêté du 14 décembre 1992[24].
- Autres maisons à colombage.
- Gare de Loudrefing (ancienne gare fermée).

### Personnalités liées à la commune
- François-Jules Suisse dit Jules Simon.(par son père Alexandre Simon Suisse natif de Loudrefing).
- Eugénie Caps (en), fondatrice de la "Congrégation des Sœurs Missionnaires du Saint-Esprit", née à Loudrefing en 1892.

### Héraldique
| Blason de Loudrefing | Blason  | D'azur à la fasce d'argent, au marteau d'or brochant. |
| Blason de Loudrefing | Détails | Le statut officiel du blason reste à déterminer.      |